# Deignans boomtimalia
Deignans boomtimalia (Stachyridopsis rodolphei; synoniem: Stachyris rodolphei) is een zangvogel uit de familie Timaliidae (timalia's).

## Verspreiding en leefgebied
Deze soort is endemisch in noordwestelijk Thailand.

## Taxonomie
Deze soort komt niet voor op de IOC World Bird List. Volgens onderzoek gepubliceerd in 2006 is deze soort slechts een afwijkende vorm van de roodkopboomtimalia (S.  ruficeps).